# Pałac w Roztoce
Pałac w Roztoce – zabytkowy pałac w miejscowości Roztoka (województwo dolnośląskie).
Już w XIII-XIV w. był tutaj zamek na wodzie a w XIV w. funkcjonowała rycerska budowla obronna, tzw. Wasserburg. Pierwotny zamek ulegał licznym przebudowom, aż do obecnego stanu widocznego, związanego z ostatnią przebudową w latach 70. XIX w. Pałac w Roztoce powstał prawdopodobnie w XVI w. jako renesansowy dwór o charakterze obronnym. W 1720 r. został gruntownie rozbudowany na barokową rezydencję rodu von Hochberg. Przebudowa w latach 1868-71 wprowadziła do architektury budynku elementy neorenesansowe. W czasie II wojny światowej pałac pełnił funkcję składnicy dzieł sztuki dla zbiorów przywiezionych m.in. z Berlina, Wrocławia i Książa. Barokowa rezydencja w Roztoce.
W 1945 roku znajdujące się na zamku zbiory sztuki niemieckiej zabezpieczyli przedstawiciele Generalnej Dyrekcji Muzeów i Ochrony Zabytków. Z naruszeniem prawa międzynarodowego pomniki wywieziono do Szklarskiej Poręby, a stamtąd do Krakowa i Warszawy. Pałac został znacjonalizowany i przekazany miejscowemu PGR. W 1953 r. został odremontowany. Pałac jest otoczony obszernym parkiem oraz dziedzińcem folwarcznym.

## Historia
Rodową siedzibą Hochbergów w Roztoce był pałac. Jego opis w czasie wojny trzydziestoletniej ukazuje dwa domy, otoczone fosą. Jeden należał do Conrada, a drugi do jego brata Christophera von Hohberga. Kolejny właściciel, Hans Heinrich III von Hochberg, zgodnie z panującą wówczas tendencją do naśladowania francuszczyzny, wybudował w roku 1720 pałac i ogród w barokowym stylu. Przeszło sto lat później, w 1870, hrabia Bolko von Hochberg zlecił znanemu architektowi Olivierowi Paveltowi przebudować pałac, który w tej formie pozostał do dzisiaj. Przede wszystkim obramowano i ozdobiono murowanymi koronami wszystkie okna. Wieża otrzymała nową formę i taras widokowy. Zmieniły się także wnętrza pałacowe. Z głównego holu na parterze na lewo prowadziły na piętra duże schody, z piękną, bogato rzeźbioną barierką. Na ścianach wisiały odznaki z czapek grenadierów, okucia z sakiew po nabojach, a nad nimi herb Hochbergów z czasów wojen śląskich. Wśród obrazów był np. przedstawiający Hansa Heinricha IV jako chłopca w stroju huzara. Na piętrze widniały obrazy olejne, m.in. cesarza Franciszka Józefa II, księcia Franciszka z Lotaryngii, cesarza Karola VI i cesarzowej Elżbiety. Dalej były: broń myśliwska, duże skórzane psie obroże, pistolety i szpady z XVIII i XIX wieku oraz chorągwie, wręczane przez rolników nowo wprowadzającym się właścicielom. Stały także dwie zbroje z czasów Wojny Trzydziestoletniej. Godny uwagi na pierwszym piętrze był pokój muzyczny z ciemnymi, pozłacanymi stiukami. Na suficie i ścianach widniały malowidła Bigasa, brata twórcy pomnika Bismarcka przed berlińskim Reichstagiem. Te na suficie przedstawiały muzykujące anioły. Sceny z oper: „Fidellio” Beethovena, „Orfeusz” i „Don Juan” Mozarta zdobiły ściany. Jeden z obrazów przedstawiał Annę Karolinę von Hochberg, siostrę Bolka XIV. Stał tam też duży fortepian marki Bechstein, przy którym bardzo często siadał hrabia Bolko. W bezpośrednim sąsiedztwie znajdował się pokój gobelinowy z sufitem z pozłacanymi stiukami. Ściany wyłożone były drewnianą boazerią, w którą wpuszczono gobeliny. Swoje miejsce miał tutaj stary rzeźbiony bufet, na którym stał kandelabr, czyli duży kilkuramienny świecznik, zrobiony z weneckiego szkła. Dalej był zbiór szkła, w nim m.in. dwie szklanki w kształcie rzeczywistych rozmiarów pistoletu oraz mały kieliszek do wina ze złotym podpisem króla pruskiego Fryderyka II. Szklany wenecki żyrandol oświetlał pomieszczenie. Od strony korytarza do tych obu pomieszczeń przylegała hala, tzw. Halle. Była ona ozdobiona starą, chińską porcelaną. W rogu stał stół bilardowy. Piękną salą na tym piętrze była tzw. großer Saal, uważana dzisiaj przez wielu za salę balową. Najprawdopodobniej ze względu na jej rozmiary. W jej wyposażeniu znajdowały się dwa kominki ze śląskiego marmuru. W górnej części kominków po lewej i prawej stronie stały dwa białe, marmurowe postacie dziecięce. Nad każdym kominkiem wisiało duże lustro w bogato rzeźbionych, złotych ramach. Po obu stronach jednego z nich znajdowały się dwa rzeczywistych rozmiarów portrety młodego króla pruskiego Fryderyka II. To prezent od niego dla wspomnianego wcześniej Hansa Heinricha IV von Hochberg. Nad drugim kominkiem wisiały też dwa tej samej wielkości obrazy, przedstawiające ostatniego cesarza Niemiec Wilhelma II w mundurze. Wszystkie w złotych ramach z ich monogramami. Salę tę zapełniały także portrety Hochbergów. W zbiorach pałacu znajdował się obraz pędzla włoskiego malarza Rafaela. Po przebudowie pałacu (1860-1871) zdobił on sypialnię Bolka XIV. i jego żony Eleonory.
Ze wspomnień syna muzyka z Roztoki, Franza Friedricha von Hochberga dowiadujemy się, że na parterze znajdowały się dwa pokoje, pamiętające ważne wydarzenia historyczne. W pierwszym zwanym pokojem cesarskim przebywał w 1890 roku, podczas manewrów cesarskich, sam cesarz Wilhelm II. Tenże odwiedził Roztokę jeszcze później, w roku 1908 i 1913. Drugie pomieszczenie oddane było do dyspozycji króla pruskiego Fryderyka II, gdy ten gościł w Roztoce. Wśród odwiedzających pałac byli także: cesarz Wilhelm I (1875), cesarz Franciszek Józef (1890), król Saksonii Albert von Sachsen z małżonką Carolą (1890). W roku 1926 Roztokę odwiedziła Blandine Gravina, córka Cosimy Wagner, pasierbica Richarda Wagnera, a wnuczka Ferenca Liszta.
Hrabia Bolko von Hochberg kazał także przebudować ogród, otaczający pałac. Został on założony w stylu barokowym w 1720 r.. Ponad 200 lat później jego wygląd zmienił się. Sam ogród jako jeden z nielicznych zachował swoją formę barokową. Idąc głównym wejściem od strony pałacu na wprost, wchodzimy do niego. Tutaj gdzie dzisiaj są kraty, wcześniej były żywopłoty z białego buku. Wymarzły jednak podczas bardzo mroźnej zimy w 1928 r. Cały ogród składał się z trzech części: przedogrodu, ogrodu różanego i ogrodu żywopłotów. Pierwszy był przedogród. Jego wyższa część była wielkości placu pałacowego. Schodkami przechodziło się do części niższej z fontanną z piaskowca. Obie oddzielono krzewami i pięknymi ławkami granitowymi. W tym ogrodzie stały figury z piaskowca, m.in. Jupiter i Juno, pochodzące z początku XVIII w. Znajdowały się tam taż dywany kwiatowe, zamknięte bukszpanami. Część niższa posiadała ścianę, na której po przebudowie założono przepiękny portal. Został on przeniesiony tu z Legnicy, gdzie zdobił kamienicę na rogu rynku i ulicy Złotoryjskiej.Uważano go za jeden z najlepszych przykładów niemieckiego renesansu. 
Na murze były namalowane okna ze szprosami, identycznymi, jakie posiadała stara oranżeria po przeciwległej stronie. Pochodziła ona z czasów przed 1860. W tym okresie cała arystokracja pałała miłością do egzotycznych roślin. Syn Bolka pamięta, że rosły tam m.in. drzewa pomarańczowe. Gdy nie zagrażały już przymrozki, wynoszono rośliny na powietrze. Nową oranżerię wybudowano w 1882 roku z tyłu barokowej budowli tzw. Favority. W jej wyposażeniu znajdowały się: kominek z wiszącym nad nim lustrem w pozłacanej ramie i chińska porcelana, wisząca na ścianach. Białe z czerwonymi elementami barokowe meble, pochodziły z Wirszkowic. Miały monogram R, od nazwiska Reichenbach. Właśnie do tej rodziny przed Hansem Heinrichem X von Hochberg należały Wirszkowice. Na górze było miejsce do muzykowania. Przed Favoritą rosły dwa świerki, które wymarzły w 1928. Z przedogrodu wchodziło się przez portal do ogrodu różanego. Ułożenie w nim roślin było takie, że dawało obraz herbu Hochbergów. Pomiędzy tą częścią a ogrodem żywopłotów miała swoje miejsce altana. Ogród żywopłotów powstał w 1882 r. Wspominana wcześniej ostra zima zniszczyła wiele z nich. Nie zostały one już uzupełnione. Na terenie ogrodu istniała alejka spacerowa z drzewami świerkowymi, które na początku XX w. miały około 260 lat.
Podczas przebudowy więcej niż ogród zmieniło się otoczenie pałacu. Na 20 ha powstał park krajobrazowy. Zlikwidowano murek, otaczający fosę. Od strony południowej pałacu założono trawnik. Wybudowano fontannę. Zlikwidowano wiele budynków oraz ogród warzywny i sad, przez co uzyskano większą powierzchnię parku. Posadzono cały szereg różnych gatunków drzew: magnolie tulipanowce, kasztanowce, lipy. W 1870 majątek hrabiego Bolka XIV. obejmował 1271 morgów ziemi, a jego roczny dochód wynosił 3290 talarów.

## Architektura
Obiekt zbudowany jest na planie prostokąta, z wewnętrznym dziedzińcem i znaczną wieżą na osi fasady ogrodowej. Jest trójkondygnacyjny i kryty dachem mansardowym. Główny portal wejściowy wraz z kamieniarką okienną zachował swoje klasycystyczne dekoracje. Nad wejściem od strony wschodniej i oknem pierwszego piętra kartusz z herbami: Hansa III von Hochberg (1675- 1743) i jego żony Anny von Zedlitz (1685-1724) trzymany przez rycerzy. Nad wejściem od strony zachodniej i oknem pierwszego piętra kartusz z herbami 
Hansa Heinricha XIV Bolko von Hochberg (1843-1926) i jego żony Eleonory von Schönaich-Carolath (1848-1923).  Na ścianie południowej kartusz z herbem von Hochberg, na którym opierają się putta.

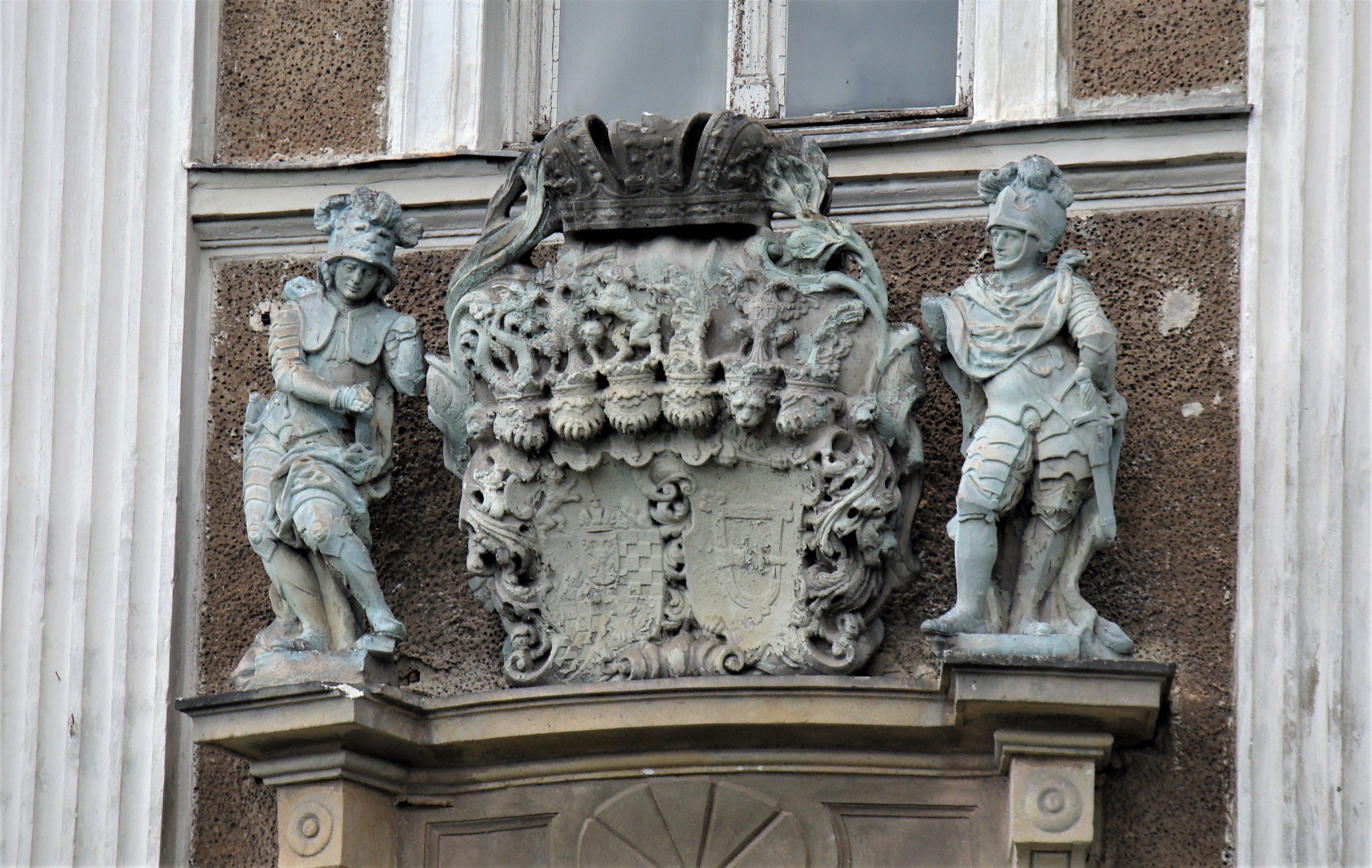
Kartusz z herbami Hochberg, Zedlitz
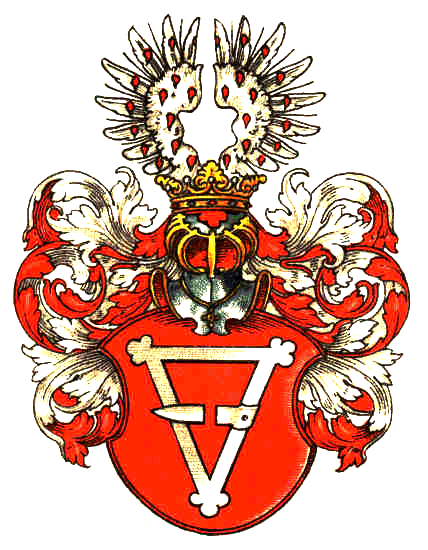
Herb von Zedlitz
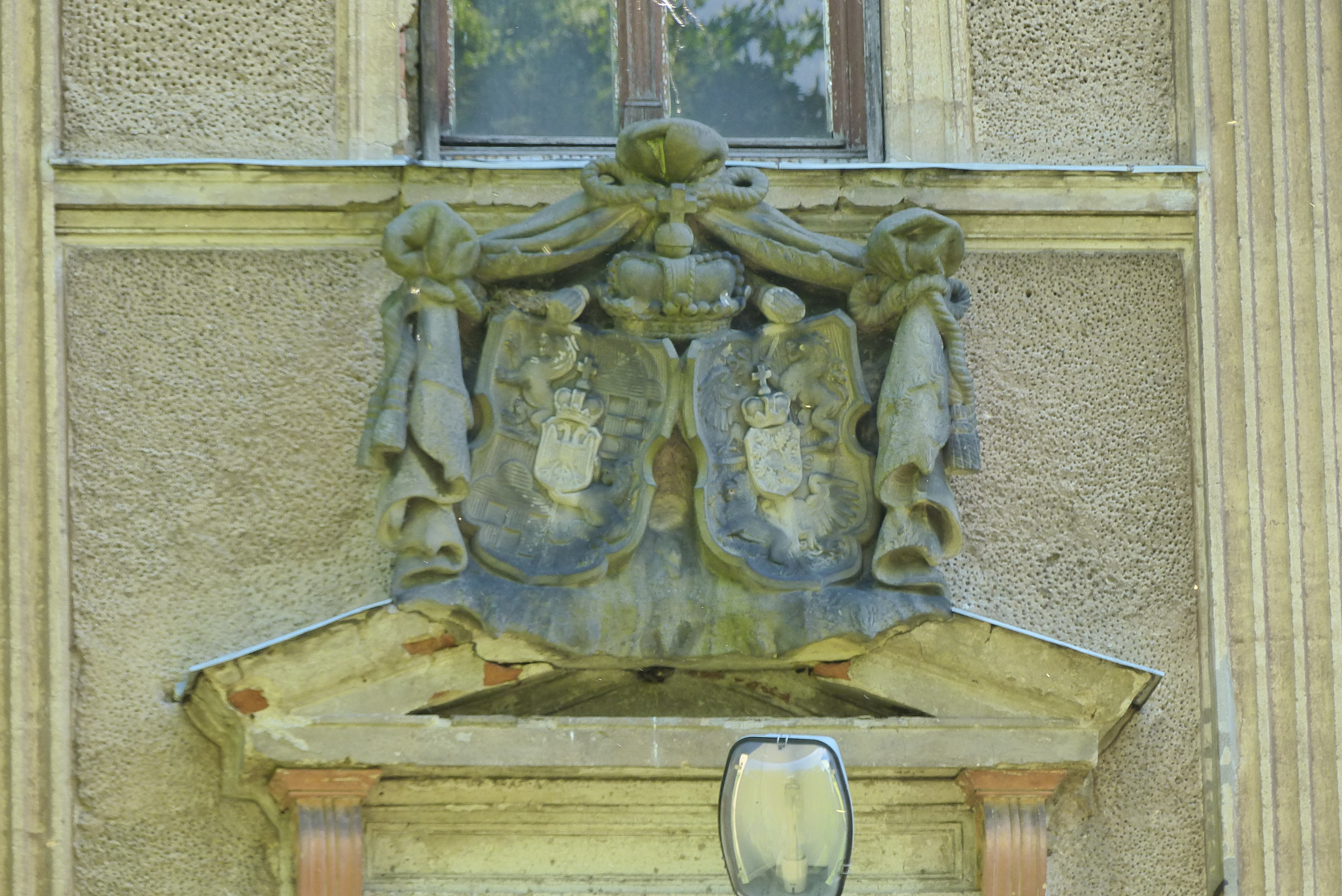
Herby von Hochberg, Schönaich-Carolath
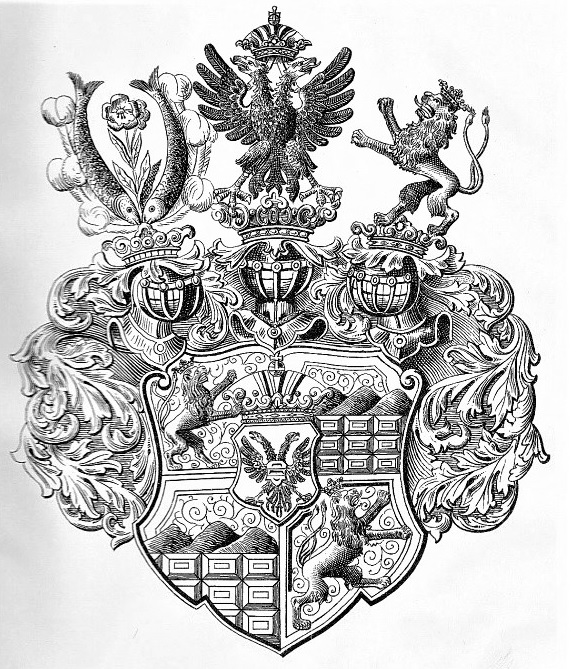
Herb von Hochberg
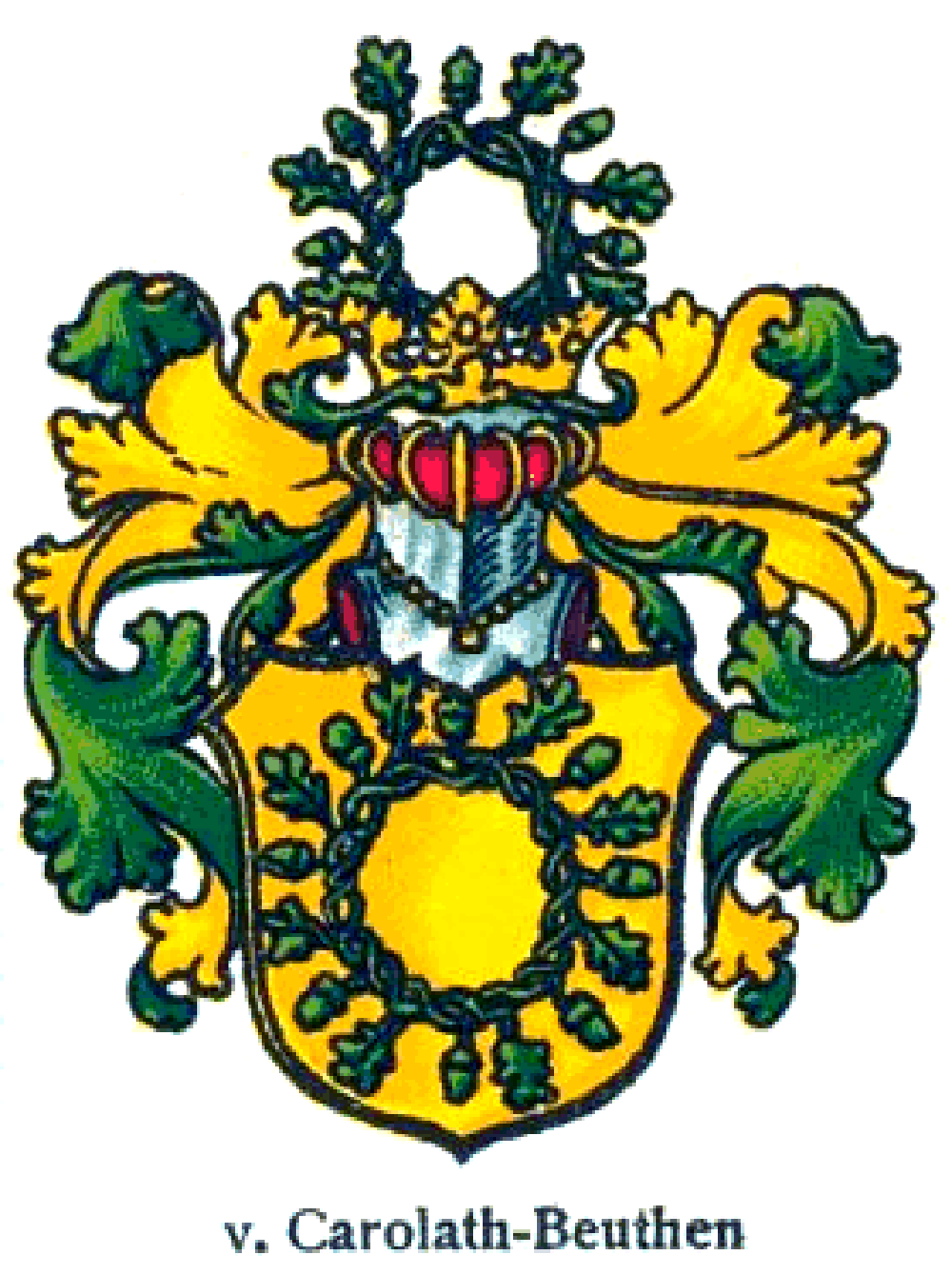
Herb von Schönaich-Carolath
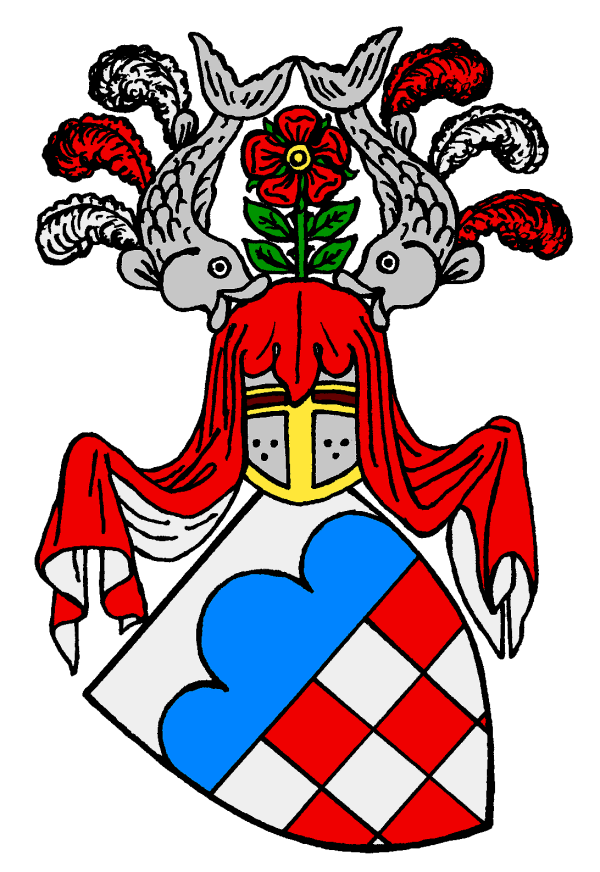
Herb von Hochberg
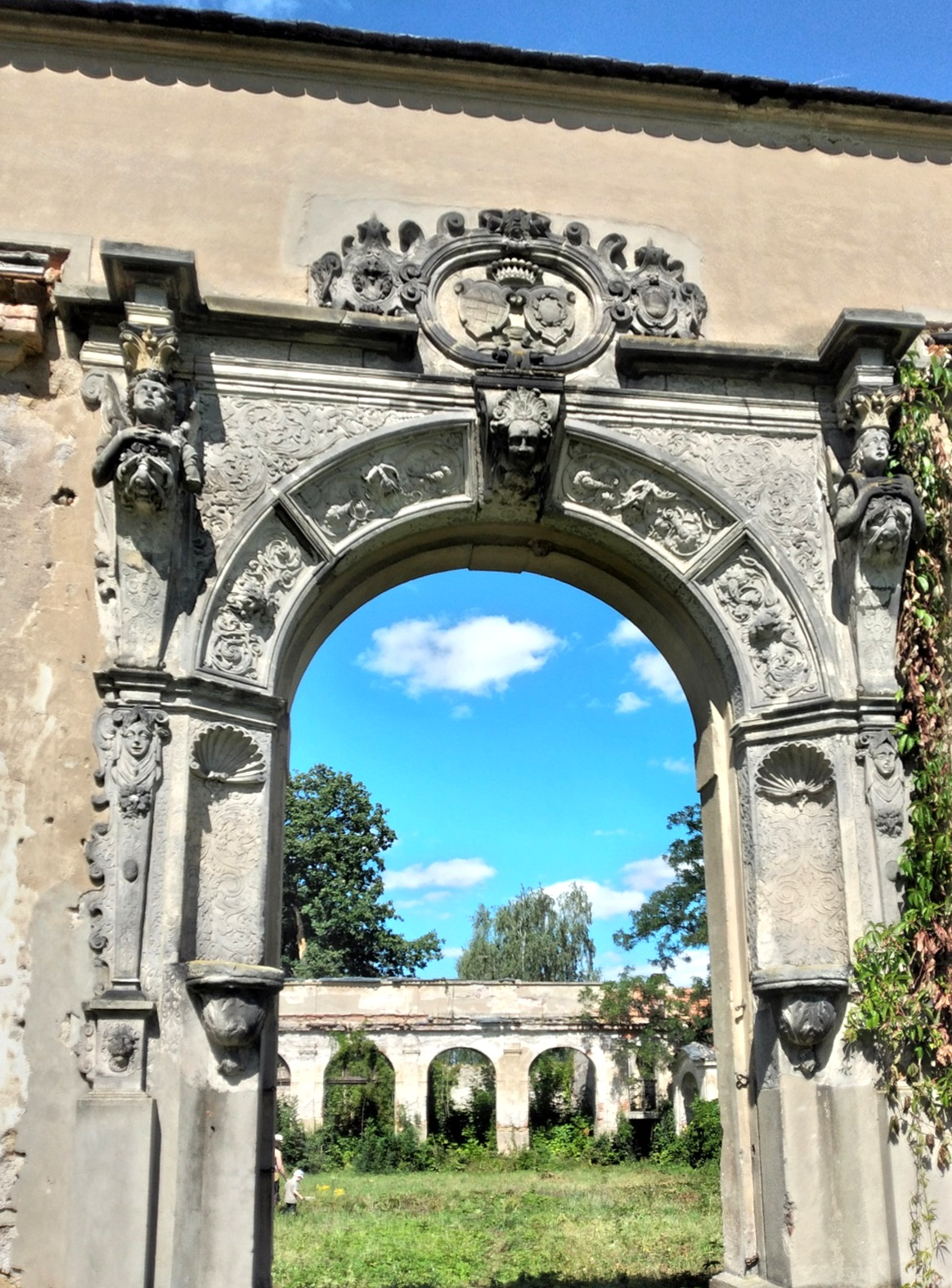
Herby Gerstmann, Hochberg, Schönaich
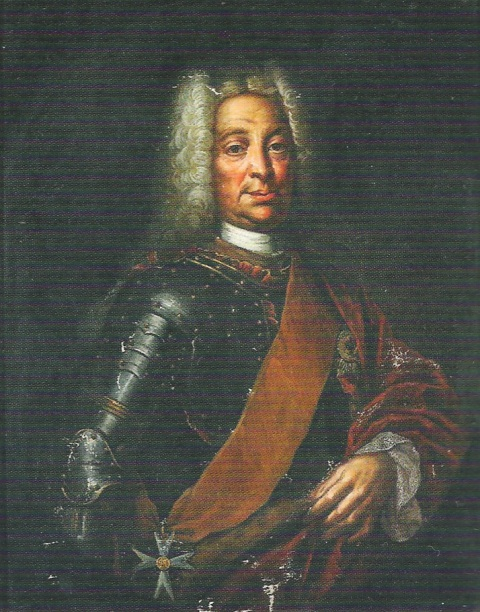
Hans Heinrich III
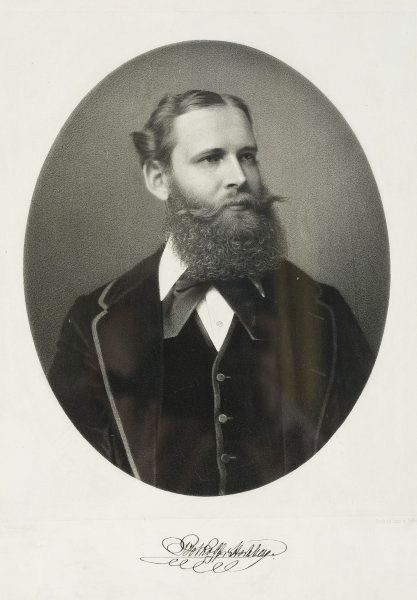
Hans Heinrich XIV

## Potencjalny skarb
W 2020 roku media obiegła informacja, że według ujawnionych zapisków z dziennika oficera SS Egona Ollenhauera, na terenie mogą być ukryte spore ilości złota, biżuterii i monet. Skarb może znajdować się na dnie studni i być wart ponad 5 miliardów złotych.